# Факултет спорта и физичког васпитања Универзитета у Новом Саду
Факултет спорта и физичког васпитања (скраћено ФСФВ) је високошколска установа Универзитета у Новом Саду. Налази се у централном кампусу, у близини Спенса, у улици Ловћенска.

## Историјат
Почетком седамдесетих година јавила се потреба за образовањем висококвалификованих педагога у области физичке културе за потребе средњег образовања. Дотадашња Виша педагошка школа образовала је кадар за потребе основних школа. Имајући у виду настале потребе, на предлог Извршног већа Војводине, Скупштина САП Војводине, на седници Покрајинског већа и Просветно-културног већа Војводине одржаној 22. априла 1974. године донела је Закон о оснивању Факултета физичке културе са седиштем у Новом Саду.
На истој седници Скупштине Војводине донета је одлука о образовању Матичне комисије за вршење припрема за почетак рада Факултета. Након вишемесечног рада Матична комисија је расписала конкурс за упис прве генерације студената и утврдила привремени Наставни план и програм. Свечано отварање Факултета одржано је 4. децембра 1974. године у амфитеатру Више педагошке школе у Ловћенској улици бб, у Новом Саду, у згради у којој се Факултет и данас налази. Настава је почела 9. децембра 1974. године, а тај датум је прихваћен као Дан Факултета.
Школске 1981/82. године уписана је прва генерација последипломских студија. Први докторат из области физичке културе одбрањен је 1984. године.
Ценећи све већу потребу за образовањем висококвалификованих стручњака (тренера) и менаџера за потребе спорта, од школске 2004/05. године Факултет изводи наставу и на трогодишњим студијама – смерови: Спорт и Спортски менаџмент. Од школске 2008/09. године реализују се и акредитовани програми основних струковних студија у трогодишњем трајању.
У прву годину четворогодишњих академских студија школске 2016/17. године уписано је 235 студената, у прву годину трогодишњих академских студија 49 студената, а у прву годину основних струковних студија 12 студената (Менаџер у спорту 10, Тренер у спорту 2). До 1. октобра 2016. године на Факултету је дипломирало 3835 студената четворогодишњих академских студија, диплому магистра физичке културе стекло је 267 студента последипломских студија, диплому мастер професора физичког васпитања и спорта стекло је 263 студента, а докторску дисертацију одбранило је 108 студената у области физичког васпитања.

## Деканат факултета
Декан
Декан факултета је тренутно Проф. др Небојша Максимовић који спада у групу редовних професора на предмету Спортски менаџмент.
Продекани
- Проф. др Сергеј Остојић − продекан за науку и међународну сарадњу (спада у групу редовних професора на предмету Дијагностика у спорту),
- Проф. др Борислав Обрадовић − продекан за наставу (спада у групу редовних професора на предмету Биомеханика),
- Проф. др Марко Стојановић − продекан за финансије (спада у групу редовних професора на предметима Кошарка и Теорија спортског тренинга).[3]

## Катедре
- Катедра за индивидуалне спортове (Проф. др Илона Михајловић је шеф катедре),
- Катедра за колективне спортове (Проф. др Славко Молнар је шеф катедре),
- Катедра за физичко и здравствено васпитање (Проф. др Вишња Ђорђић је шеф катедре),
- Катедра за примењене спортске науке (Проф. др Мира Милић је шеф катедре),
- Катедра за основне спортске науке (Проф. др Милан Цветковић је шеф катедре),
- Катедра за медицинске и биомедицинске науке (Проф. др Горан Васић је шеф катедре).

## Центри
Центар за спорт Ђачко игралиште − налази се у улици др Васе Савића 3. Центар обухвата спортску дворану са великом салом (850м2), малом салом за борилачке спортове (120м2) и теретаном (90м2). У склопу центра налази се и фудбалски стадион са тартан атлетском стазом и уређеним борилиштима за скакачке и бацачке атлетске дисциплине. Центар поседује и отворене терене: два асфалтирана терена за рукомет и мали фудбал, два асфалтирана кошаркашка терена, један терен са тартан подлогом за кошарку и одбојку, као и три тениска терена.
Рачунарско-информациони центар − налази се на другом спрату Факултета. Учионица је опремљена савременим рачунарима и пратећим софтвером, који омогућавају комфоран рад и учење.
Дијагностички центар − налази се на првом спрату Факултета. Опремљен је најсавременијом тренажном и опремом за тестирање.

## Капацитети факултета
Капацитети Факултета за извођење наставе су: две велике сале (кошарка, одбојка, рукомет, мали фудбал), мала сала (ритмичка гимнастика и плес), гимнастичка сала (спортска гимнастика), два амфитеатра, седам модерно опремљених учионица, дијагностички центар и рачунарски центар. У згради на Ђачком игралишту: велика сала, сала за борилачке спортове и фитнес кабинет. На Ђачком игралишту постоје атлетска борилишта, тениски терени, два игралишта за рукомет, кошаркашко и одбојкашко игралиште.

## Студијски програми
Од 2012/13. године, актуелни су следећи програми:
- Основне академске студије[5]
- Основне струковне студије[6]

Поред ова два програма, на факултету се реализују и мастер и докторске академске студије.

## Предмети

### Основне академске студије
После завршених основних четворогодишњих академских студија Факултета спорта и физичког васпитања, студенти стичу стручни назив ДИПЛОМИРАНИ ПРОФЕСОР ФИЗИЧКОГ ВАСПИТАЊА И СПОРТА. Наставни план и програм се реализује у четворогодишњем трајању уз стицање 243 ЕСПБ, после којих је могуће уписати мастер академске студије Факултета спорта и физичког васпитања. Од 2012. године на Факултету спорта и физичког васпитања акредитоване су и основне академске студије у трогодишњем трајању, након чијег завршетка студенти стичу стручно звање ПРОФЕСОР ФИЗИЧКОГ ВАСПИТАЊА И СПОРТА. Студенти након завршетка ових студија имају могућност наставка студија уписом четврте године четворогодишњих академских студија, или право да траже издавање дипломе о стеченом стручном звању.
У све четири године има два семестра (зимски и летњи), у првој години студија има 14 предмета (7+7), у другој години студија има 12 предмета (6+6), у трећој години студија 14 предмета (6+8) и у четвртој години студија има 16 предмета од којих су 6 обавезни, а од осталих 11 бирају се обавезна 2 предмета која су представљају усмерење (3+3).

### Прва година студија
У првој години студија има 14 предмета, у једном семестру 7, и у другом 7. Година укупно носи 62 ESPB бодова. Све исто важи и за студије у четворогодишњем и трогодишњем трајању.

Зимски семестар: Функционална анатомија 1, Развојна гимнастика, Одбојка, Развојна антропомоторика, Социологија и социологија спорта, Теорија физичке културе 1 и Атлетика 1.

Летњи семестар: Функционална анатомија 2, Школска гимнастика, Енглески језик, Плесови, Педагогија са дидактиком, Теорија физичке културе 2 и Атлетика 2.

### Друга година студија
У другој години има 12 предмета, у једном семестру 6, и у другом 6. Година укупно носи 60 ESPB бодова. Све исто важи и за студије у четворогодишњем и трогодишњем трајању. 

Зимски семестар: Фудбал, Основе Биомеханике, Физиологија, Ритмичка гимнастика, Кинезитерапија и Теорија и методика физичког васпитања 1.

Летњи семестар: Кошарка, Рукомет, Биомеханика, Рекреација, Развојна антропомоторика и Теорија и методика физичког васпитања 2.

### Трећа година стидуја
У трећој години има 14 предмета, у једном семестру 6, и у другом 8. Година укупно носи 60 ESPB бодова. Све исто важи и за студије у четворогодишњем и трогодишњем трајању. 

Зимски семестар: Пливање 1, Школско физичко васпитање 1, Борилачки спортови 1, Дијагностика у спорту, Биолошка антропологија и Зимске активности у природи.

Летњи семестар: Пливање 2, Школско физичко васпитање 2, Борилачки спортови 2, Теорија спортског тренинга, Спортска медицина и Летње активности у природи.

### Четврта година студија
У четвртој години има 8 предмета, у једном семестру 4, и у другом 4. Година укупно носи 61 ESPB бодова. Све исто важи и за студије у четворогодишњем и трогодишњем трајању. 

Зимски семестар: Приказ спортова, Спортски менаџмент, Теорија, методика и пракса (изабраног спорта или спортске гране), Основе истраживања у спорту 
и физичком васпитању 1.

Летњи семестар: Здравствено васпитање, Теорија, методика и пракса (изабраног спорта или спортске гране), Основе истраживања у спорту 
и физичком васпитању 2 и Завршни рад.

### Основне струковне студије
На Факултету спорта и физичког васпитања у Новом Саду постоје два студијска програма у оквиру струковних студија: Тренер у спорту и Менаџер у спорту. Комплетирањем ових студијских програма, свршени студенти стичу звање Тренер, односно Струковни менаџер у спорту. Предвиђено време трајања студија је три године, укупног обима 180 ЕСПБ.

## Остале информације
Факултет поседује и библиотеку, на улазу на факултет се налази учионица у којој делује студентски парламент. На првом и другом спрату су многобројни кабинети професора и учионице и амфитеатри. А доле су свлачионице и сале.